# ケン・マウアー
ケン・マウアー(Ken Mauer, 1955年4月23日 -)は、NBAのレフェリー(審判員)。アメリカ合衆国ミネソタ州セントポール出身。1986-87シーズンより現在に至るまでNBAでレフェリーを務めている。"背番号は41番"。2012-2013シーズン終了時で、レギュラーシーズンで、1200試合以上、プレーオフで70試合以上、ファイナルでは3試合の経験がある。
2021年2月19日に2000回目のレギュラーシーズンの試合を行った